# Ґрадзаново-Косьцельне
Ґрадзаново-Косьцельне (пол. Gradzanowo Kościelne) — село в Польщі, у гміні Семьонтково Журомінського повіту Мазовецького воєводства.
Населення — 308 осіб (2011).
У 1975-1998 роках село належало до Цехановського воєводства.

## Демографія
Демографічна структура станом на 31 березня 2011 року:
|          | Загалом | Допрацездатний вік | Працездатний вік | Постпрацездатний вік |
| -------- | ------- | ------------------ | ---------------- | -------------------- |
| Чоловіки | 161     | 37                 | 107              | 17                   |
| Жінки    | 147     | 25                 | 80               | 42                   |
| Разом    | 308     | 62                 | 187              | 59                   |